# سیلوریا (آلاباما)
سیلوریا (به انگلیسی: Siluria) یک منطقهٔ مسکونی در ایالات متحده آمریکا است که در شهرستان شلبی، آلاباما واقع شده‌است. سیلوریا ۱۴۹٫۹۶ متر بالاتر از سطح دریا واقع شده‌است.